# Ana da Conceição Ribeiro

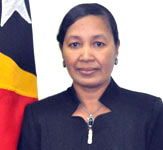
Ana da Conceição Ribeiro

Ana da Conceição Ribeiro (* 20. Februar 1967 in Bucoli, Portugiesisch-Timor) ist eine Politikerin aus Osttimor. Sie ist Mitglied der Partei FRETILIN.
Von 2012 bis 2017 war Ribeiro Abgeordnete im Nationalparlament Osttimors. Sie war Mitglied in der Kommission für Außenangelegenheiten, Verteidigung und Nationale Sicherheit (Kommission B). Bei den Wahlen 2017 wurde sie nicht mehr auf der Wahlliste der FRETILIN aufgestellt.